# Platyrhacus dunalii
Platyrhacus dunalii är en mångfotingart som först beskrevs av Paul Gervais 1847.  Platyrhacus dunalii ingår i släktet Platyrhacus och familjen Platyrhacidae. Inga underarter finns listade i Catalogue of Life.